# Cratere Zumrad
Zumrad  è un cratere sulla superficie di Venere.